# Pelvetia canaliculata
Pelvetia canaliculata es un alga de la clase Phaeophyceae (algas pardas) muy común en la zona intermareal de las costas rocosas de Europa. 

## Descripción
Pelvetia es de color marrón oscuro y crece hasta una longitud máxima de 15 cm en densos mechones, las frondas están profundamente canalizadas por un lado: estos canales y una capa mucosa ayudan a prevenir que las algas no se sequen cuando la marea baja. Esta ramificada irregular y dicotómicamente, teniendo cada rama un ancho uniforme, sin nervadura central.
Los órganos reproductivos forman receptáculos hinchados, de forma irregular, al final de las ramas. Los conceptáculos son hermafroditas y se encuentran dentro de los receptáculos.

## Ecología y distribución

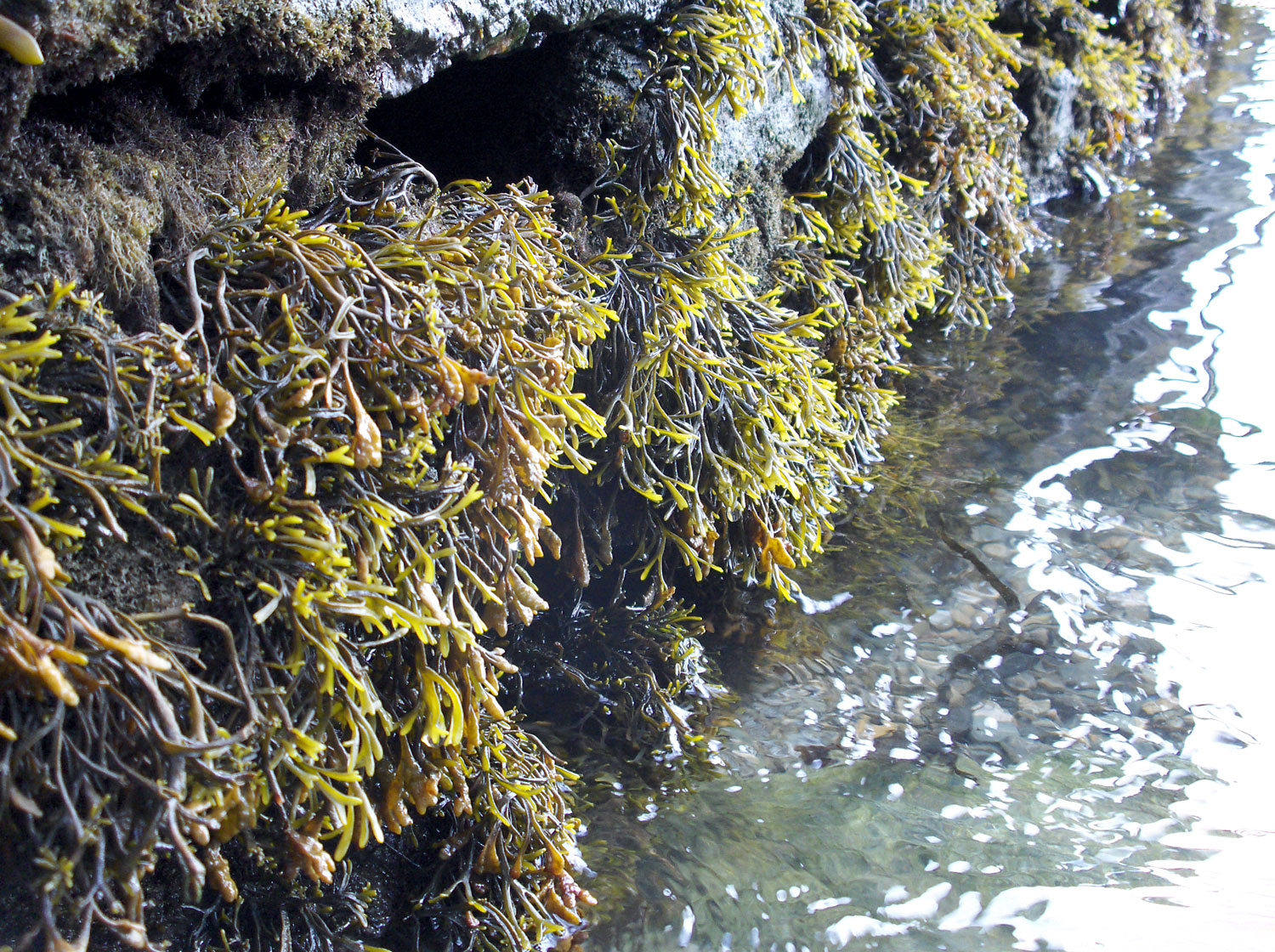
P. canaliculata creciendo en los costados de un barco.

Se encuentra en la zona litoral superior sobre o por encima de la marca de agua, a veces tan arriba que crece junto a hierba gruesa y otras angiospermas. Tolera un amplio rango de condiciones de exposición. Precisa de períodos de exposición al aire y si es sumergida durante más de seis horas de cada doce comienza a decaer.

## Distribución
Pelvetia canaliculata es común en las costas atlánticas de Europa desde Islandia a España, incluyendo Noruega, Irlanda, Gran Bretaña, Holanda, Francia y Portugal. 